# Oscarsgalan 1971
Oscarsgalan 1971 som hölls 15 april 1971 var den 43:e upplagan av Oscarsgalan där det prestigefyllda amerikanska filmpriset Oscar delades ut till filmer som kom ut under 1970.

## Priskategorier

### Bästa film
Vinnare:
Patton – Pansargeneralen - Frank McCarthy
Övriga nominerade:
Airport - flygplatsen - Ross Hunter
Five Easy Pieces - Bob Rafelson, Richard Wechsler
Love Story - Howard G. Minsky
M*A*S*H - Ingo Preminger

### Bästa manliga huvudroll
Vinnare:
Patton – Pansargeneralen - George C. Scott (vägrade ta emot priset)
Övriga nominerade:
Jag sjöng aldrig för min far - Melvyn Douglas
Det stora vita hoppet - James Earl Jones
Five Easy Pieces - Jack Nicholson
Love Story - Ryan O'Neal

### Bästa kvinnliga huvudroll
Vinnare:
När kvinnor älskar - Glenda Jackson (närvarade inte vid ceremonin)
Övriga nominerade:
Det stora vita hoppet - Jane Alexander
Love Story - Ali MacGraw
Ryans dotter - Sarah Miles
En galen hemmafrus dagbok - Carrie Snodgress

### Bästa manliga biroll
Vinnare:
Ryans dotter - John Mills
Övriga nominerade:
Älskare och andra skojare - Richard S. Castellano
Little Big Man - Chief Dan George
Jag sjöng aldrig för min far - Gene Hackman
Love Story - John Marley

### Bästa kvinnliga biroll
Vinnare:
Airport - flygplatsen - Helen Hayes (närvarade inte vid ceremonin)
Övriga nominerade:
Five Easy Pieces - Karen Black
The Landlord - Lee Grant
M*A*S*H - Sally Kellerman
Airport - flygplatsen - Maureen Stapleton

### Bästa regi
Vinnare:
Patton – Pansargeneralen - Franklin J. Schaffner (närvarade inte vid ceremonin)
Övriga nominerade:
M*A*S*H - Robert Altman
Fellinis Satyricon - Federico Fellini
Love Story - Arthur Hiller
När kvinnor älskar - Ken Russell

### Bästa manus efter förlaga
Vinnare:
M*A*S*H - Ring Lardner Jr.
Övriga nominerade:
Airport - flygplatsen - George Seaton
Jag sjöng aldrig för min far - Robert Anderson
Älskare och andra skojare - Joseph Bologna, David Zelag Goodman, Renée Taylor
När kvinnor älskar - Larry Kramer

### Bästa originalmanus
Vinnare:
Patton – Pansargeneralen - Francis Ford Coppola, Edmund H. North (Francis Ford Coppola närvarade inte vid ceremonin)
Övriga nominerade:
Five Easy Pieces - Bob Rafelson (berättelse), Carole Eastman (manus/berättelse) (as Adrien Joyce)
Joe - Norman Wexler
Love Story - Erich Segal
Min natt med Maud - Eric Rohmer

### Bästa foto
Vinnare:
Ryans dotter - Freddie Young
Övriga nominerade:
Airport - flygplatsen - Ernest Laszlo
Patton – Pansargeneralen - Fred J. Koenekamp
Tora! Tora! Tora! - Charles F. Wheeler, Osamu Furuya, Shinsaku Himeda, Masamichi Satoh
När kvinnor älskar - Billy Williams

### Bästa scenografi
Vinnare:
Patton – Pansargeneralen - Urie McCleary, Gil Parrondo, Antonio Mateos, Pierre-Louis Thévenet
Övriga nominerade:
Airport - flygplatsen - Alexander Golitzen, E. Preston Ames, Jack D. Moore, Mickey S. Michaels
Helvetets förgård - Tambi Larsen, Darrell Silvera
Scrooge - Terence Marsh, Robert Cartwright, Pamela Cornell
Tora! Tora! Tora! - Jack Martin Smith, Yoshirô Muraki, Richard Day, Taizô Kawashima, Walter M. Scott, Norman Rockett, Carl Biddiscombe

### Bästa kostym
Vinnare:
Cromwell - Vittorio Nino Novarese
Övriga nominerade:
Airport - flygplatsen - Edith Head
Darling Lili - Donald Brooks, Jack Bear
Hawaiianerna - Bill Thomas
Scrooge - Margaret Furse

### Bästa ljud
Vinnare:
Patton – Pansargeneralen - Douglas O. Williams, Don J. Bassman
Övriga nominerade:
Airport - flygplatsen - Ronald Pierce, David H. Moriarty
Ryans dotter - Gordon K. McCallum, John Bramall
Tora! Tora! Tora! - Murray Spivack, Herman Lewis
Woodstock - Dan Wallin, L.A. Johnson

### Bästa klippning
Vinnare:
Patton – Pansargeneralen - Hugh S. Fowler
Övriga nominerade:
Airport - flygplatsen - Stuart Gilmore
M*A*S*H - Danford B. Greene
Tora! Tora! Tora! - James E. Newcom, Pembroke J. Herring, Shinya Inoue
Woodstock - Thelma Schoonmaker

### Bästa specialeffekter
Vinnare:
Tora! Tora! Tora! - A.D. Flowers, L.B. Abbott
Övriga nominerade:
Patton – Pansargeneralen - Alex Weldon

### Bästa sång
Vinnare:
Älskare och andra skojare - Fred Karlin (musik), Robb Royer (text), Jimmy Griffin (text) för sången "For All We Know".
Övriga nominerade:
Men störst av allt är kärleken - Michel Legrand (musik), Alan Bergman (text), Marilyn Bergman (text) för sången "Pieces of Dreams".
Scrooge - Leslie Bricusse för sången "Thank You Very Much".
Madron - Riz Ortolani (musik), Arthur Hamilton (text) för sången "Till Love Touches Your Life".
Darling Lili - Henry Mancini (musik), Johnny Mercer (text) för sången "Whistling Away the Dark".

### Bästa filmmusik
Vinnare:
Love Story - Francis Lai
Övriga nominerade:
Airport - flygplatsen - Alfred Newman
Cromwell - Frank Cordell
Patton – Pansargeneralen - Jerry Goldsmith
I girasoli - Henry Mancini

### Bästa originalmusik
Vinnare:
Let It Be - Paul McCartney, John Lennon, George Harrison, Ringo Starr till The Beatles (gruppen närvarade inte vid ceremonin)
Övriga nominerade:
Babymaker - kvinnan utanför - Fred Karlin, Tylwyth Kymry
A Boy Named Charlie Brown - Rod McKuen, John Scott Trotter, Bill Melendez, Alan Shean, Vince Guaraldi
Darling Lili - Henry Mancini, Johnny Mercer
Scrooge - Leslie Bricusse, Ian Fraser, Herbert W. Spencer

### Bästa kortfilm
Vinnare:
The Resurrection of Broncho Billy - John Longenecker
Övriga nominerade:
Shut Up... I'm Crying - Robert Siegler
Sticky My Fingers... Fleet My Feet - John D. Hancock

### Bästa animerade kortfilm
Vinnare:
Is It Always Right to Be Right? - Nick Bosustow
Övriga nominerade:
The Further Adventures of Uncle Sam: Part Two - Robert Mitchell, Dale Case
The Shepherd - Cameron Guess

### Bästa dokumentära kortfilm
Vinnare:
Interviews with My Lai Veterans - Joseph Strick
Övriga nominerade:
The Gifts - Robert D. McBride
A Long Way from Nowhere - Bob Aller
Oisin - Vivien Carey, Patrick Carey
Time Is Running Out - Horst Dallmayr, Robert Ménégoz

### Bästa dokumentärfilm
Vinnare:
Woodstock - Bob Maurice
Övriga nominerade:
Erinnerungen an die Zukunft - Harald Reinl
Jack Johnson - Jim Jacobs
King: A Filmed Record... Montgomery to Memphis - Ely A. Landau
Say Goodbye - David H. Vowell

### Bästa utländska film
Vinnare:
Undersökning av en medborgare höjd över alla misstankar (Italien)
Övriga nominerade:
Erste Liebe (Schweiz)
Hoa-Binh (Frankrike)
Paix sur les champs (Belgien)
Tristana (Spanien)

### Heders-Oscar
Lillian Gish
Orson Welles (närvarade inte vid ceremonin utan framträdde i ett förinspelat filmklipp)

### Irving G. Thalberg Memorial Award
Ingmar Bergman

### Jean Hersholt Humanitarian Award
Frank Sinatra